# Branchiomma curtum
Branchiomma curtum är en ringmaskart som först beskrevs av Ehlers 1901.  Branchiomma curtum ingår i släktet Branchiomma och familjen Sabellidae.
Artens utbredningsområde är havet kring Nya Zeeland. Inga underarter finns listade i Catalogue of Life.